# 福岡市立和白中学校
福岡市立和白中学校（ふくおかしりつわじろちゅうがっこう）は、福岡県福岡市東区三苫1丁目にある公立中学校である。

## 概要
1946年、糟屋郡和白村の村立中学校として新設。1954年、和白村の町制施行により和白町立となり、1960年に和白町が福岡市に編入されたため福岡市立となっている。
校区は奈多・和白・三苫小学校の校区である。かつては旧和白町ほぼ全域が校区であったが、生徒数の増加により、1980年に和白丘中学校を分離した。
総生徒数900人超の福岡市で指折りのマンモス校。部活の種類も多彩で26部活動中。
学校の主な行事は、春の体育大会、夏の中体連、中文連、秋の合唱コンクール、球技大会、冬の新人戦。

## 著名な出身者
- 古川佳奈美（パラ卓球選手）
- 園田彩乃（プロテニス選手）